# Coupe du monde de ski acrobatique 2022-2023
Navigation
Édition précédente Édition suivante
La Coupe du monde de ski acrobatique 2022-2023 est la 44e saison de la Coupe du monde de ski acrobatique organisé par la Fédération internationale de ski et de snowboard. Elle débute le 21 octobre 2022 à Coire en Suisse et se termine le 25 mars 2023 à Silvaplana en Suisse. 
La FIS décerne 4 gros globes individuels pour récompenser les vainqueurs des spécialités :
- le général des bosses (en additionnant les résultats des disciplines de bosses simples et de bosses parallèles);
- la coupe du monde de saut acrobatique ;
- la coupe du monde de skicross ;
- le général Freeski Park & Pipe (en additionnant les résultats des disciplines de half-pipe, slopestyle et big air).

La fédération décerne également 5 petits globes individuels pour les vainqueurs des disciplines des bosses simples, de bosses parallèles, de half-pipe, de slopestyle et de big air; Il y a aussi 2 petits globes pour les épreuves par équipe de saut et de skicross.
La FIS récompense également une Coupe des Nations générale (en comptabilisant les résultats des 2 meilleurs skieurs et skieuses dans chaque épreuve de chaque discipline), ainsi que 4 Coupes des nations pour les 4 spécialités concernées par les gros globes (en comptant tous les résultats des skieurs et skieuses dans chaque discipline) : bosses, saut, skicross, Freeski Park & Pipe.
En raison de l'Invasion de l'Ukraine par la Russie en 2022, les athlètes russes et biélorusses sont interdits de compétition pour toute la saison.

## Tableau d'honneur
| Discipline        | Discipline          | Homme            | Femme           |
| ----------------- | ------------------- | ---------------- | --------------- |
| Bosses            | Général             | Mikael Kingsbury | Perrine Laffont |
| Bosses            | Bosses simples      | Mikael Kingsbury | Jakara Anthony  |
| Bosses            | Bosses en parallèle | Mikael Kingsbury | Perrine Laffont |
| Saut              | Saut                | Noé Roth         | Danielle Scott  |
| Skicross          | Skicross            | Reece Howden     | Sandra Näslund  |
| Freeski Park&Pipe | Général             | Birk Ruud        | Johanne Killi   |
| Freeski Park&Pipe | Big Air             | Birk Ruud        | Tess Ledeux     |
| Freeski Park&Pipe | Half-pipe           | Birk Irving      | Rachael Karker  |
| Freeski Park&Pipe | Slopestyle          | Birk Ruud        | Johanne Killi   |
| Coupe des nations | Coupe des nations   | Canada           | Canada          |

| Rang | Nation     | Points |
| ---- | ---------- | ------ |
|      | Canada     | 7324   |
| 2    | États-Unis | 5564   |
| 3    | Suisse     | 4134   |
| 4    | France     | 4004   |
| 5    | Suède      | 3527   |

## Bosses

### Programme
- 12 épreuves individuelles de ski de bosses (6 simples et 6 en parallèle) dans 7 stations.

### Classements

#### Général
| Rang | Nom              | Points | Victoire(s) | Podium(s) |
| ---- | ---------------- | ------ | ----------- | --------- |
|      | Mikael Kingsbury | 1002   | 6           | 11        |
| 2    | Ikuma Horishima  | 660    | 3           | 5         |
| 3    | Walter Wallberg  | 607    | 0           | 6         |
| 4    | Matt Graham      | 592    | 1           | 5         |
| 5    | Nick Page        | 434    | 1           | 3         |

| Rang | Nom              | Points | Victoire(s) | Podium(s) |
| ---- | ---------------- | ------ | ----------- | --------- |
|      | Perrine Laffont  | 950    | 4           | 11        |
| 2    | Jakara Anthony   | 709    | 4           | 6         |
| 3    | Anri Kawamura    | 673    | 1           | 7         |
| 4    | Jaelin Kauf      | 653    | 0           | 5         |
| 5    | Elizabeth Lemley | 470    | 1           | 3         |

| Rang | Nation     | Points |
| ---- | ---------- | ------ |
|      | États-Unis | 4139   |
| 2    | Japon      | 3466   |
| 3    | Canada     | 2272   |
| 4    | France     | 1934   |
| 5    | Australie  | 1571   |

#### Bosses simples (MO)
| Rang | Nom              | Points | Victoire(s) | Podium(s) |
| ---- | ---------------- | ------ | ----------- | --------- |
|      | Mikael Kingsbury | 540    | 3           | 6         |
| 2    | Matt Graham      | 336    | 1           | 3         |
| 3    | Ikuma Horishima  | 329    | 1           | 3         |
| 4    | Nick Page        | 297    | 1           | 2         |
| 5    | Walter Wallberg  | 233    | 0           | 2         |

| Rang | Nom             | Points | Victoire(s) | Podium(s) |
| ---- | --------------- | ------ | ----------- | --------- |
|      | Jakara Anthony  | 480    | 4           | 5         |
| 2    | Perrine Laffont | 430    | 1           | 5         |
| 3    | Jaelin Kauf     | 341    | 0           | 3         |
| 4    | Anri Kawamura   | 293    | 1           | 3         |
| 5    | Rino Yanagimoto | 223    | 0           | 0         |

#### Bosses parallèles (DM)
| Rang | Nom              | Points | Victoire(s) | Podium(s) |
| ---- | ---------------- | ------ | ----------- | --------- |
|      | Mikael Kingsbury | 462    | 3           | 5         |
| 2    | Walter Wallberg  | 374    | 1           | 4         |
| 3    | Ikuma Horishima  | 331    | 2           | 2         |
| 4    | Filip Gravenfors | 265    | 0           | 2         |
| 5    | Matt Graham      | 256    | 0           | 2         |

| Rang | Nom              | Points | Victoire(s) | Podium(s) |
| ---- | ---------------- | ------ | ----------- | --------- |
|      | Perrine Laffont  | 520    | 3           | 6         |
| 2    | Anri Kawamura    | 380    | 2           | 4         |
| 3    | Jaelin Kauf      | 312    | 0           | 2         |
| 4    | Elizabeth Lemley | 280    | 1           | 2         |
| 5    | Olivia Giaccio   | 258    | 0           | 1         |

### Calendrier et podiums

#### Hommes
Bosses simples
| N°                                                                     | Date             | Lieu           | Vainqueur        | Deuxième         | Troisième       |
| ---------------------------------------------------------------------- | ---------------- | -------------- | ---------------- | ---------------- | --------------- |
| 1                                                                      | 3 décembre 2022  | Ruka           | Mikaël Kingsbury | Ikuma Horishima  | Matt Graham     |
| 2                                                                      | 10 décembre 2022 | Idre Fjäll     | Nick Page (en)   | Mikaël Kingsbury | Walter Wallberg |
| 3                                                                      | 16 décembre 2022 | Alpe d'Huez    | Ikuma Horishima  | Mikaël Kingsbury | Nick Page (en)  |
| 4                                                                      | 27 janvier 2023  | Val Saint-Côme | Mikaël Kingsbury | Walter Wallberg  | Ikuma Horishima |
| 5                                                                      | 2 février 2023   | Deer Valley    | Matt Graham      | Mikaël Kingsbury | Benjamin Cavet  |
| Bakuriani - Championnats du monde de ski acrobatique 2023 (25 février) |                  |                |                  |                  |                 |
| 6                                                                      | 17 mars 2023     | Almaty         | Mikaël Kingsbury | Pavel Kolmakov   | Matt Graham     |

Bosses parallèles
| N°                                                                     | Date             | Lieu           | Vainqueur        | Deuxième         | Troisième        |
| ---------------------------------------------------------------------- | ---------------- | -------------- | ---------------- | ---------------- | ---------------- |
| 1                                                                      | 11 décembre 2022 | Idre Fjäll     | Mikaël Kingsbury | Filip Gravenfors | Nick Page (en)   |
| 2                                                                      | 17 décembre 2022 | Alpe d'Huez    | Ikuma Horishima  | Benjamin Cavet   | Walter Wallberg  |
| 3                                                                      | 28 janvier 2023  | Val Saint-Côme | Walter Wallberg  | Mikaël Kingsbury | Filip Gravenfors |
| 4                                                                      | 4 février 2023   | Deer Valley    | Mikaël Kingsbury | Matt Graham      | Walter Wallberg  |
| 5                                                                      | 11 février 2023  | Valmalenco     | Ikuma Horishima  | Mikaël Kingsbury | Julien Viel      |
| Bakuriani - Championnats du monde de ski acrobatique 2023 (26 février) |                  |                |                  |                  |                  |
| 6                                                                      | 18 mars 2023     | Almaty         | Mikaël Kingsbury | Walter Wallberg  | Matt Graham      |

#### Femmes
Bosses simples
| N°                                                                     | Date             | Lieu           | Vainqueur       | Deuxième        | Troisième        |
| ---------------------------------------------------------------------- | ---------------- | -------------- | --------------- | --------------- | ---------------- |
| 1                                                                      | 3 décembre 2022  | Ruka           | Jakara Anthony  | Perrine Laffont | Anri Kawamura    |
| 2                                                                      | 10 décembre 2022 | Idre Fjäll     | Jakara Anthony  | Anri Kawamura   | Perrine Laffont  |
| 3                                                                      | 16 décembre 2022 | Alpe d'Huez    | Jakara Anthony  | Perrine Laffont | Elizabeth Lemley |
| 4                                                                      | 27 janvier 2023  | Val Saint-Côme | Anri Kawamura   | Jakara Anthony  | Jaelin Kauf      |
| 5                                                                      | 2 février 2023   | Deer Valley    | Jakara Anthony  | Jaelin Kauf     | Perrine Laffont  |
| Bakuriani - Championnats du monde de ski acrobatique 2023 (25 février) |                  |                |                 |                 |                  |
| 6                                                                      | 17 mars 2023     | Almaty         | Perrine Laffont | Jaelin Kauf     | Tess Johnson     |

Bosses parallèles
| N°                                                                     | Date             | Lieu           | Vainqueur        | Deuxième         | Troisième                |
| ---------------------------------------------------------------------- | ---------------- | -------------- | ---------------- | ---------------- | ------------------------ |
| 1                                                                      | 11 décembre 2022 | Idre Fjäll     | Elizabeth Lemley | Anri Kawamura    | Perrine Laffont          |
| 2                                                                      | 17 décembre 2022 | Alpe d'Huez    | Anri Kawamura    | Perrine Laffont  | Jakara Anthony           |
| 3                                                                      | 28 janvier 2023  | Val Saint-Côme | Anri Kawamura    | Perrine Laffont  | Makayla Gerken Schofield |
| 4                                                                      | 4 février 2023   | Deer Valley    | Perrine Laffont  | Jaelin Kauf      | Hannah Soar              |
| 5                                                                      | 11 février 2023  | Valmalenco     | Perrine Laffont  | Elizabeth Lemley | Anri Kawamura            |
| Bakuriani - Championnats du monde de ski acrobatique 2023 (26 février) |                  |                |                  |                  |                          |
| 6                                                                      | 18 mars 2023     | Almaty         | Perrine Laffont  | Jaelin Kauf      | Olivia Giaccio           |

## Saut

### Programme
- 6 épreuves individuelles de saut acrobatique dans 5 stations.  (1 épreuve mixte par équipe annulée)

### Classements
| Rang | Nom                | Points | Victoire(s) | Podium(s) |
| ---- | ------------------ | ------ | ----------- | --------- |
|      | Noé Roth           | 429    | 1           | 5         |
| 2    | Dmytro Kotovskyi   | 371    | 2           | 4         |
| 3    | Pirmin Werner      | 302    | 2           | 2         |
| 4    | Christopher Lillis | 279    | 0           | 2         |
| 5    | Quinn Dehlinger    | 204    | 1           | 1         |

| Rang | Nom             | Points | Victoire(s) | Podium(s) |
| ---- | --------------- | ------ | ----------- | --------- |
|      | Danielle Scott  | 462    | 3           | 4         |
| 2    | Laura Peel      | 362    | 2           | 3         |
| 3    | Marion Thénault | 350    | 1           | 4         |
| 4    | Kaila Kuhn      | 254    | 0           | 0         |
| 5    | Winter Vinecki  | 233    | 0           | 0         |

| Rang | Nation     | Points |
| ---- | ---------- | ------ |
|      | États-Unis | 1668   |
| 2    | Canada     | 1426   |
| 3    | Ukraine    | 1401   |
| 4    | Suisse     | 1128   |
| 5    | Australie  | 920    |

### Calendrier et podiums

#### Hommes
| N°                                                                     | Date            | Lieu        | Vainqueur        | Deuxième         | Troisième          |
| ---------------------------------------------------------------------- | --------------- | ----------- | ---------------- | ---------------- | ------------------ |
| 1                                                                      | 4 décembre 2022 | Ruka        | Pirmin Werner    | Noé Roth         | Lewis Irving       |
| 2                                                                      | 21 janvier 2023 | Le Relais   | Quinn Dehlinger  | Noé Roth         | Dmytro Kotovskyi   |
| 3                                                                      | 22 janvier 2023 | Le Relais   | Noé Roth         | Dmytro Kotovskyi | Christopher Lillis |
| 4                                                                      | 3 février 2023  | Deer Valley | Dmytro Kotovskyi | Li Tianma        | Chen Shuo          |
| Bakuriani - Championnats du monde de ski acrobatique 2023 (22 février) |                 |             |                  |                  |                    |
| 5                                                                      | 5 mars 2023     | Engadine    | Dmytro Kotovskyi | Noé Roth         | Christopher Lillis |
| 6                                                                      | 19 mars 2023    | Almaty      | Pirmin Werner    | Noé Roth         | Emile Nadeau       |

#### Femmes
| N°                                                                     | Date            | Lieu        | Vainqueur       | Deuxième        | Troisième                   |
| ---------------------------------------------------------------------- | --------------- | ----------- | --------------- | --------------- | --------------------------- |
| 1                                                                      | 4 décembre 2022 | Ruka        | Danielle Scott  | Marion Thénault | Zhanbota Aldabergenova (en) |
| 2                                                                      | 21 janvier 2023 | Le Relais   | Marion Thénault | Ashley Caldwell | Anastasiya Novosad          |
| 3                                                                      | 22 janvier 2023 | Le Relais   | Laura Peel      | Ashley Caldwell | Anastasiya Novosad          |
| 4                                                                      | 3 février 2023  | Deer Valley | Danielle Scott  | Marion Thénault | Kong Fanyu                  |
| Bakuriani - Championnats du monde de ski acrobatique 2023 (22 février) |                 |             |                 |                 |                             |
| 5                                                                      | 5 mars 2023     | Engadine    | Danielle Scott  | Laura Peel      | Kong Fanyu                  |
| 6                                                                      | 19 mars 2023    | Almaty      | Laura Peel      | Danielle Scott  | Marion Thénault             |

#### Mixte
| N°                                                                     | Date         | Lieu   | Vainqueur | Deuxième | Troisième |
| ---------------------------------------------------------------------- | ------------ | ------ | --------- | -------- | --------- |
| Bakuriani - Championnats du monde de ski acrobatique 2023 (19 février) |              |        |           |          |           |
| -                                                                      | 20 mars 2023 | Almaty | Annulé    | Annulé   | Annulé    |

## Skicross

### Programme
- 12 épreuves individuelles de skicross dans 7 stations. (7 épreuves annulées dans 4 stations)

### Classements
| Rang | Nom                       | Points | Victoire(s) | Podium(s) |
| ---- | ------------------------- | ------ | ----------- | --------- |
|      | Reece Howden              | 725    | 3           | 7         |
| 2    | David Mobärg              | 574    | 3           | 4         |
| 3    | Florian Wilmsmann         | 508    | 0           | 1         |
| 4    | Youri Duplessis Kergomard | 430    | 0           | 4         |
| 5    | Brady Leman               | 354    | 1           | 2         |

| Rang | Nom               | Points | Victoire(s) | Podium(s) |
| ---- | ----------------- | ------ | ----------- | --------- |
|      | Sandra Näslund    | 900    | 9           | 9         |
| 2    | Fanny Smith       | 691    | 2           | 5         |
| 3    | Marielle Thompson | 664    | 0           | 7         |
| 5    | Katrin Ofner      | 440    | 0           | 1         |
| 4    | Hannah Schmidt    | 412    | 0           | 1         |

| Rang | Nation    | Points |
| ---- | --------- | ------ |
|      | Canada    | 4252   |
| 2    | Suisse    | 2585   |
| 3    | Allemagne | 2202   |
| 4    | France    | 2101   |
| 5    | Autriche  | 2026   |

### Calendrier et podiums

#### Hommes
| N°                                                                     | Date              | Lieu           | Vainqueur                                  | Deuxième                                   | Troisième                                  |
| ---------------------------------------------------------------------- | ----------------- | -------------- | ------------------------------------------ | ------------------------------------------ | ------------------------------------------ |
| -                                                                      | 5 novembre 2022   | Les Deux Alpes | Annulé au vu des conditions climatiques    | Annulé au vu des conditions climatiques    | Annulé au vu des conditions climatiques    |
| 1                                                                      | 8 décembre 2022   | Val Thorens    | Johannes Rohrweck (de)                     | Tobias Mueller                             | Jonas Lenherr (en)                         |
| 2                                                                      | 9 décembre 2022   | Val Thorens    | Mathias Graf                               | Youri Duplessis Kergomard                  | Marc Bischofberger                         |
| 3                                                                      | 12 décembre 2022, | Arosa          | Terence Tchiknavorian                      | Reece Howden                               | David Mobärg                               |
| 4                                                                      | 21 décembre 2022  | Innichen       | Mathias Graf                               | Reece Howden                               | Brady Leman                                |
| 5                                                                      | 22 décembre 2022  | Innichen       | Reece Howden                               | Ryo Sugai                                  | Niklas Bachsleitner                        |
| -                                                                      | 28 décembre 2022  | Alleghe        | Annulé par manque de fonds                 | Annulé par manque de fonds                 | Annulé par manque de fonds                 |
| -                                                                      | 29 décembre 2022  | Alleghe        | Annulé par manque de fonds                 | Annulé par manque de fonds                 | Annulé par manque de fonds                 |
| 6                                                                      | 21 janvier 2023   | Idre Fjäll     | David Mobärg                               | Reece Howden                               | Erik Mobärg                                |
| 7                                                                      | 22 janvier 2023   | Idre Fjäll     | Reece Howden                               | Erik Mobärg                                | Tobias Mueller                             |
| -                                                                      | 28 janvier 2023   | Megève         | Annulé à la suite d'un déficit d'eau       | Annulé à la suite d'un déficit d'eau       | Annulé à la suite d'un déficit d'eau       |
| -                                                                      | 29 janvier 2023   | Megève         | Annulé à la suite d'un déficit d'eau       | Annulé à la suite d'un déficit d'eau       | Annulé à la suite d'un déficit d'eau       |
| 8                                                                      | 16 février 2023   | Reiteralm      | David Mobärg                               | Youri Duplessis Kergomard                  | Bastien Midol                              |
| 9                                                                      | 17 février 2023   | Reiteralm      | Jonas Lenherr                              | Oliver Davies                              | Tyler Wallasch                             |
| Bakuriani - Championnats du monde de ski acrobatique 2023 (24 février) |                   |                |                                            |                                            |                                            |
| -                                                                      | 04 mars 2023      | Oberwiesenthal | Annulé à la suite des températures élevées | Annulé à la suite des températures élevées | Annulé à la suite des températures élevées |
| -                                                                      | 05 mars 2023      | Oberwiesenthal | Annulé à la suite des températures élevées | Annulé à la suite des températures élevées | Annulé à la suite des températures élevées |
| 10                                                                     | 12 mars 2023      | Veysonnaz      | David Mobärg                               | Ryo Sugai                                  | Reece Howden                               |
| 11                                                                     | 17 mars 2023      | Craigleith     | Reece Howden                               | Florian Wilmsmann                          | Youri Duplessis Kergomard                  |
| 12                                                                     | 18 mars 2023      | Craigleith     | Brady Leman                                | Youri Duplessis Kergomard                  | Joos Berry                                 |

#### Femmes
| N°                                                                     | Date              | Lieu           | Vainqueur                                  | Deuxième                                   | Troisième                                  |
| ---------------------------------------------------------------------- | ----------------- | -------------- | ------------------------------------------ | ------------------------------------------ | ------------------------------------------ |
| -                                                                      | 5 novembre 2022   | Les Deux Alpes | Annulé au vu des conditions climatiques    | Annulé au vu des conditions climatiques    | Annulé au vu des conditions climatiques    |
| 1                                                                      | 8 décembre 2022   | Val Thorens    | Sandra Näslund                             | Marielle Thompson                          | Talina Gantenbein                          |
| 2                                                                      | 9 décembre 2022   | Val Thorens    | Sandra Näslund                             | Hannah Schmidt (en)                        | Daniela Maier                              |
| 3                                                                      | 12 décembre 2022, | Arosa          | Sandra Näslund                             | Marielle Thompson                          | Daniela Maier                              |
| 4                                                                      | 21 décembre 2022  | Innichen       | Sandra Näslund                             | Fanny Smith                                | Marielle Thompson                          |
| 5                                                                      | 22 décembre 2022  | Innichen       | Sandra Näslund                             | Andrea Limbacher                           | Fanny Smith Sonja Gigler                   |
| -                                                                      | 28 décembre 2022  | Alleghe        | Annulé par manque de fonds                 | Annulé par manque de fonds                 | Annulé par manque de fonds                 |
| -                                                                      | 29 décembre 2022  | Alleghe        | Annulé par manque de fonds                 | Annulé par manque de fonds                 | Annulé par manque de fonds                 |
| 6                                                                      | 21 janvier 2023   | Idre Fjäll     | Sandra Näslund                             | Fanny Smith                                | Daniela Maier                              |
| 7                                                                      | 22 janvier 2023   | Idre Fjäll     | Sandra Näslund                             | Katrin Ofner                               | Marielle Thompson                          |
| -                                                                      | 28 janvier 2023   | Megève         | Annulé à la suite d'un déficit d'eau       | Annulé à la suite d'un déficit d'eau       | Annulé à la suite d'un déficit d'eau       |
| -                                                                      | 29 janvier 2023   | Megève         | Annulé à la suite d'un déficit d'eau       | Annulé à la suite d'un déficit d'eau       | Annulé à la suite d'un déficit d'eau       |
| 8                                                                      | 16 février 2023   | Reiteralm      | Sandra Näslund                             | Marielle Thompson                          | Daniela Maier                              |
| 9                                                                      | 17 février 2023   | Reiteralm      | Sandra Näslund                             | Sonja Gigler                               | Jole Galli                                 |
| Bakuriani - Championnats du monde de ski acrobatique 2023 (24 février) |                   |                |                                            |                                            |                                            |
| -                                                                      | 04 mars 2023      | Oberwiesenthal | Annulé à la suite des températures élevées | Annulé à la suite des températures élevées | Annulé à la suite des températures élevées |
| -                                                                      | 05 mars 2023      | Oberwiesenthal | Annulé à la suite des températures élevées | Annulé à la suite des températures élevées | Annulé à la suite des températures élevées |
| 10                                                                     | 12 mars 2023      | Veysonnaz      | Fanny Smith                                | Jade Grillet-Aubert                        | Tiana Gairns                               |
| 11                                                                     | 17 mars 2023      | Craigleith     | Fanny Smith                                | Courtney Hoffos                            | Marielle Thompson                          |
| 12                                                                     | 18 mars 2023      | Craigleith     | Marielle Berger Sabbatel                   | Marielle Thompson                          | Brittany Phelan                            |

#### Mixte
Pas d'épreuve cette saison en coupe du monde.
| N°                                                                     | Date | Lieu | Vainqueur | Deuxième | Troisième |
| ---------------------------------------------------------------------- | ---- | ---- | --------- | -------- | --------- |
| Bakuriani - Championnats du monde de ski acrobatique 2023 (25 février) |      |      |           |          |           |

## Freeski Park&Pipe

### Programme
- 11 épreuves individuelles de freeski dans 8 stations (3 annulées dans 3 stations) dont :
  - 2 épreuves de big air (1 annulée)
  - 4 épreuves de half-pipe (1 annulée)
  - 5 épreuves de slopestyle (1 annulée)

### Classements

#### Général
| Rang | Nom            | Points | Victoire(s) | Podium(s) |
| ---- | -------------- | ------ | ----------- | --------- |
|      | Birk Ruud      | 560    | 5           | 7         |
| 2    | Andri Ragettli | 365    | 1           | 3         |
| 3    | Birk Irving    | 320    | 2           | 3         |
| 4    | Jesper Tjäder  | 310    | 1           | 2         |
| 5    | Brendan MacKay | 272    | 0           | 3         |

| Rang | Nom              | Points | Victoire(s) | Podium(s) |
| ---- | ---------------- | ------ | ----------- | --------- |
|      | Johanne Killi    | 440    | 3           | 5         |
| 2    | Tess Ledeux      | 345    | 2           | 3         |
| 3    | Sarah Höfflin    | 340    | 0           | 2         |
| 4    | Mathilde Gremaud | 337    | 1           | 2         |
| 5    | Rachael Karker   | 320    | 1           | 4         |

| Rang | Nation     | Points |
| ---- | ---------- | ------ |
| 1    | États-Unis | 3551   |
| 2    | Canada     | 2913   |
| 3    | Norvège    | 1813   |
| 4    | Suisse     | 1638   |
| 5    | Chine      | 683    |

#### Big Air (BA)
| Rang | Nom                        | Points | Victoire(s) | Podium(s) |
| ---- | -------------------------- | ------ | ----------- | --------- |
| 1    | Birk Ruud                  | 200    | 2           | 2         |
| 2    | Troy Podmilsak             | 100    | 0           | 1         |
| 3    | Noah Porter MacLennan (it) | 96     | 0           | 1         |
| 4    | Sebastian Schjerve (en)    | 84     | 0           | 1         |
| 5    | Timothé Sivignon           | 80     | 0           | 1         |

| Rang | Nom                 | Points | Victoire(s) | Podium(s) |
| ---- | ------------------- | ------ | ----------- | --------- |
| 1    | Tess Ledeux         | 140    | 1           | 1         |
| 2    | Mathilde Gremaud    | 140    | 0           | 2         |
| 3    | Megan Oldham        | 132    | 1           | 1         |
| 4    | Sandra Eie          | 112    | 0           | 1         |
| 5    | Olivia Asselin (en) | 110    | 0           | 1         |

#### Half-pipe (HP)
| Rang | Nom            | Points | Victoire(s) | Podium(s) |
| ---- | -------------- | ------ | ----------- | --------- |
|      | Birk Irving    | 320    | 2           | 3         |
| 2    | Brendan MacKay | 272    | 0           | 3         |
| 3    | Alex Ferreira  | 200    | 1           | 1         |
| 4    | Jon Sallinen   | 181    | 1           | 1         |
| 5    | David Wise     | 170    | 0           | 1         |

| Rang | Nom             | Points | Victoire(s) | Podium(s) |
| ---- | --------------- | ------ | ----------- | --------- |
|      | Rachael Karker  | 320    | 1           | 4         |
| 2    | Amy Fraser      | 216    | 0           | 1         |
| 3    | Zhang Kexin     | 205    | 1           | 1         |
| 4    | Svea Irving     | 200    | 2           | 2         |
| 5    | Hanna Faulhaber | 195    | 0           | 1         |

#### Slopestyle (SS)
| Rang | Nom                | Points | Victoire(s) | Podium(s) |
| ---- | ------------------ | ------ | ----------- | --------- |
|      | Birk Ruud          | 360    | 3           | 5         |
| 2    | Andri Ragettli     | 300    | 1           | 4         |
| 3    | Jesper Tjader      | 245    | 1           | 2         |
| 4    | Alexander Hall     | 201    | 0           | 1         |
| 5    | Sebastian Schjerve | 175    | 0           | 1         |

| Rang | Nom              | Points | Victoire(s) | Podium(s) |
| ---- | ---------------- | ------ | ----------- | --------- |
|      | Johanne Killi    | 380    | 3           | 5         |
| 2    | Sarah Höfflin    | 250    | 0           | 2         |
| 3    | Tess Ledeux      | 205    | 1           | 2         |
| 4    | Mathilde Gremaud | 197    | 1           | 1         |
| 5    | Megan Oldham     | 187    | 0           | 1         |

### Calendrier et podiums

#### Hommes
Big Air
| N°                                                                 | Date             | Lieu            | Vainqueur                  | Deuxième                   | Troisième                  |
| ------------------------------------------------------------------ | ---------------- | --------------- | -------------------------- | -------------------------- | -------------------------- |
| 1                                                                  | 21 octobre 2022  | Coire           | Birk Ruud                  | Noah Porter MacLennan      | Troy Podmilsak             |
| -                                                                  | 25 novembre 2022 | Falun           | Annulé par manque de fonds | Annulé par manque de fonds | Annulé par manque de fonds |
| 2                                                                  | 16 décembre 2022 | Copper Mountain | Birk Ruud                  | Timothé Sivignon           | Sebastian Schjerve         |
| Bakuriani - Championnats du monde de ski acrobatique 2023 (5 mars) |                  |                 |                            |                            |                            |

Half-Pipe
| N°                                                                 | Date             | Lieu             | Vainqueur     | Deuxième       | Troisième      |
| ------------------------------------------------------------------ | ---------------- | ---------------- | ------------- | -------------- | -------------- |
| 1                                                                  | 17 décembre 2022 | Copper Mountain  | Birk Irving   | Brendan MacKay | Noah Bowman    |
| 2                                                                  | 19 janvier 2023  | Calgary          | Jon Sallinen  | Brendan MacKay | Simon d'Artois |
| 3                                                                  | 21 janvier 2023  | Calgary          | Alex Ferreira | Birk Irving    | Noah Bowman    |
| 4                                                                  | 3 février 2023   | Mammoth Mountain | Birk Irving   | Brendan MacKay | David Wise     |
| Bakuriani - Championnats du monde de ski acrobatique 2023 (4 mars) |                  |                  |               |                |                |
| -                                                                  | 11 mars 2023     | Secret Garden    | Annulé        | Annulé         | Annulé         |

Slopestyle
| N°                                                                     | Date             | Lieu             | Vainqueur                               | Deuxième                                | Troisième                               |
| ---------------------------------------------------------------------- | ---------------- | ---------------- | --------------------------------------- | --------------------------------------- | --------------------------------------- |
| 1                                                                      | 19 novembre 2022 | Stubaital        | Birk Ruud                               | Andri Ragettli                          | Colby Stevenson                         |
| -                                                                      | 14 janvier 2023  | Font Romeu       | Annulé au vu des conditions climatiques | Annulé au vu des conditions climatiques | Annulé au vu des conditions climatiques |
| 2                                                                      | 22 janvier 2023  | Laax             | Andri Ragettli                          | Alexander Hall                          | Birk Ruud                               |
| 3                                                                      | 4 février 2023   | Mammoth Mountain | Birk Ruud                               | Sebastian Schjerve                      | Andri Ragettli                          |
| Bakuriani - Championnats du monde de ski acrobatique 2023 (28 février) |                  |                  |                                         |                                         |                                         |
| 4                                                                      | 18 mars 2023     | Tignes           | Birk Ruud                               | Jesper Tjäder                           | Andri Ragettli                          |
| 5                                                                      | 25 mars 2023     | Silvaplana       | Jesper Tjäder                           | Evan McEachran                          | Birk Ruud                               |

#### Femmes
Big Air
| N°                                                                 | Date             | Lieu            | Vainqueur                  | Deuxième                   | Troisième                  |
| ------------------------------------------------------------------ | ---------------- | --------------- | -------------------------- | -------------------------- | -------------------------- |
| 1                                                                  | 21 octobre 2022  | Coire           | Tess Ledeux                | Sandra Eie                 | Mathilde Gremaud           |
| -                                                                  | 25 novembre 2022 | Falun           | Annulé par manque de fonds | Annulé par manque de fonds | Annulé par manque de fonds |
| 2                                                                  | 16 décembre 2022 | Copper Mountain | Megan Oldham               | Mathilde Gremaud           | Olivia Asselin             |
| Bakuriani - Championnats du monde de ski acrobatique 2023 (5 mars) |                  |                 |                            |                            |                            |

Half-Pipe
| N°                                                                 | Date             | Lieu             | Vainqueur      | Deuxième       | Troisième       |
| ------------------------------------------------------------------ | ---------------- | ---------------- | -------------- | -------------- | --------------- |
| 1                                                                  | 17 décembre 2022 | Copper Mountain  | Rachael Karker | Amy Fraser     | Kelly Sildaru   |
| 2                                                                  | 19 janvier 2023  | Calgary          | Eileen Gu      | Rachael Karker | Hanna Faulhaber |
| 3                                                                  | 21 janvier 2023  | Calgary          | Eileen Gu      | Rachael Karker | Zhang Kexin     |
| 4                                                                  | 3 février 2023   | Mammoth Mountain | Zhang Kexin    | Zoe Atkin      | Rachael Karker  |
| Bakuriani - Championnats du monde de ski acrobatique 2023 (4 mars) |                  |                  |                |                |                 |
| -                                                                  | 11 mars 2023     | Secret Garden    | Annulé         | Annulé         | Annulé          |

Slopestyle
| N°                                                                     | Date             | Lieu             | Vainqueur                               | Deuxième                                | Troisième                               |
| ---------------------------------------------------------------------- | ---------------- | ---------------- | --------------------------------------- | --------------------------------------- | --------------------------------------- |
| 1                                                                      | 19 novembre 2022 | Stubaital        | Johanne Killi                           | Kelly Sildaru                           | Grace Henderson                         |
| -                                                                      | 14 janvier 2023  | Font Romeu       | Annulé au vu des conditions climatiques | Annulé au vu des conditions climatiques | Annulé au vu des conditions climatiques |
| 2                                                                      | 22 janvier 2023  | Laax             | Johanne Killi                           | Sarah Höfflin                           | Tess Ledeux                             |
| 3                                                                      | 4 février 2023   | Mammoth Mountain | Johanne Killi                           | Kirsty Muir                             | Ruby Star Andrews                       |
| Bakuriani - Championnats du monde de ski acrobatique 2023 (28 février) |                  |                  |                                         |                                         |                                         |
| 4                                                                      | 18 mars 2023     | Tignes           | Mathilde Gremaud                        | Johanne Killi                           | Megan Oldham                            |
| 5                                                                      | 25 mars 2023     | Silvaplana       | Tess Ledeux                             | Sarah Höfflin                           | Johanne Killi                           |